# Droga krajowa nr 157 (Kostaryka)
Droga krajowa nr 157 (hiszp. Ruta Nacional Secundaria 157/Ruta 157) – jedna z dróg krajowych w Kostaryce. Znajduje się ona w prowincji Guanacaste.

## Opis
W prowincji Guanacaste droga krajowa nr 157 przebiega przez kanton Nicoya (przez dystrykty Nicoya i Mansión).